# Annabel Kosten
Annabel Kosten (* 23. Mai 1977 in Oostburg) ist eine ehemalige niederländische Schwimmerin. Sie gewann eine olympische Bronzemedaille und eine Silbermedaille bei Kurzbahnweltmeisterschaften. Bei Europameisterschaften erschwamm sie eine Silbermedaille auf der 50-Meter-Bahn sowie je eine Gold- und Silbermedaille und zwei Bronzemedaillen auf der 25-Meter-Bahn.

## Sportliche Karriere
Die 1,80 Meter große Annabel Kosten schwamm für den Amersfoortse Zwem en Polo Club.
Bei den Kurzbahnweltmeisterschaften 1999 in Hongkong gewann die britische 4-mal-100-Meter-Freistilstaffel mit zweieinhalb Sekunden Vorsprung vor Thamar Henneken, Wilma van Hofwegen, Chantal Groot und Inge de Bruijn. Annabel Kosten war im Vorlauf dabei und erhielt ebenfalls eine Silbermedaille. Im Jahr darauf bei den Europameisterschaften in Helsinki belegte die 4-mal-100-Meter-Freistilstaffel mit Wilma van Rijn(-van Hofwegen), Chantal Groot, Thamar Henneken und Annabel Kosten den fünften Platz mit sieben Hundertstelsekunden Rückstand auf die drittplatzierten Belgierinnen.
Bei den Kurzbahneuropameisterschaften 2001 in Antwerpen erreichte die 4-mal-50-Meter-Freistilstaffel in der Besetzung Wilma van Rijn, Annabel Kosten, Suze Valen und Hinkelien Schreuder den Endlauf mit der zweitbesten Vorlaufzeit. Im Finale siegten die Schwedinnen vor Suze Valen, Hinkelien Schreuder, Annabel Kosten und Inge de Bruijn. In der 4-mal-50-Meter-Lagenstaffel traten im Vorlauf Suze Valen, Madelon Baans, Inge Dekker und Annabel Kosten an, im Finale schwamm Inge de Bruijn für Dekker. Die Niederländerinnen wurden Dritte hinter den Schwedinnen und den Deutschen, die acht Hundertstelsekunden vor den Niederländerinnen das Ziel erreichten.
2003 bei den Weltmeisterschaften in Barcelona belegte die niederländische 4-mal-100-Meter-Freistilstaffel mit Manon van Rooijen, Marleen Veldhuis, Annabel Kosten und Chantal Groot den vierten Platz mit über zwei Sekunden Rückstand auf die Medaillenränge. Im Dezember bei den Kurzbahneuropameisterschaften in Dublin siegte die niederländische 4-mal-50-Meter-Freistilstaffel mit Hinkelien Schreuder, Annabel Kosten, Chantal Groot und Marleen Veldhuis, die eine neue Weltbestzeit aufstellten und 0,16 Sekunden vor den Schwedinnen anschlugen. Die 4-mal-50-Meter-Lagenstaffel schwamm im Vorlauf mit Hinkelien Schreuder, Madelon Baans, Inge Dekker und Annabel Kosten die drittbeste Zeit. Im Finale wurden Hinkelien Schreuder, Moniek Nijhuis, Chantal Groot und Marleen Veldhuis ebenfalls Dritte. Alle sieben beteiligten Schwimmerinnen erhielten eine Bronzemedaille.
Im Mai 2004 bei den Europameisterschaften in Madrid erreichte die 4-mal-100-Meter-Freistilstaffel mit Chantal Groot, Inge Dekker, Annabel Kosten und Marleen Veldhuis sowohl im Vorlauf als auch im Finale die zweitbeste Zeit und gewann Silber hinter den Französinnen. Bei den Olympischen Spielen 2004 in Athen schwamm die 4-mal-100-Meter-Freistilstaffel mit Inge Dekker, Annabel Kosten, Marleen Veldhuis und Chantal Groot die drittschnellste Vorlaufzeit. Im Finale waren Chantal Groot, Inge Dekker, Marleen Veldhuis und Inge de Bruijn 2,3 Sekunden schneller als die Vorlaufstaffel und schlugen als Dritte hinter den Australierinnen und dem US-Quartett an. Annabel Kosten erhielt für ihren Vorlaufeinsatz ebenfalls eine Bronzemedaille.